# Suhpalacsa
Suhpalacsa är ett släkte av insekter. Suhpalacsa ingår i familjen fjärilsländor.

## Bildgalleri

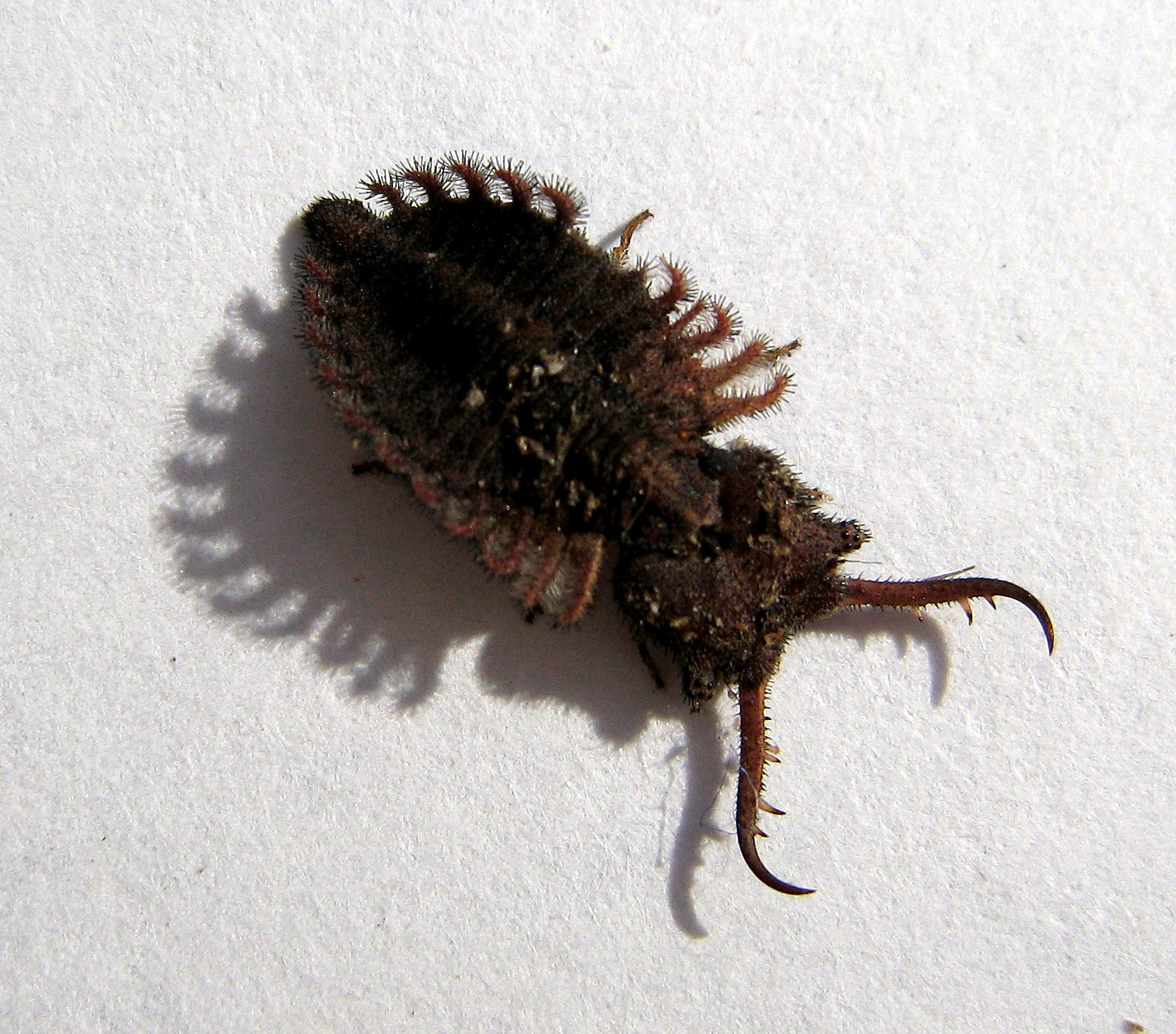
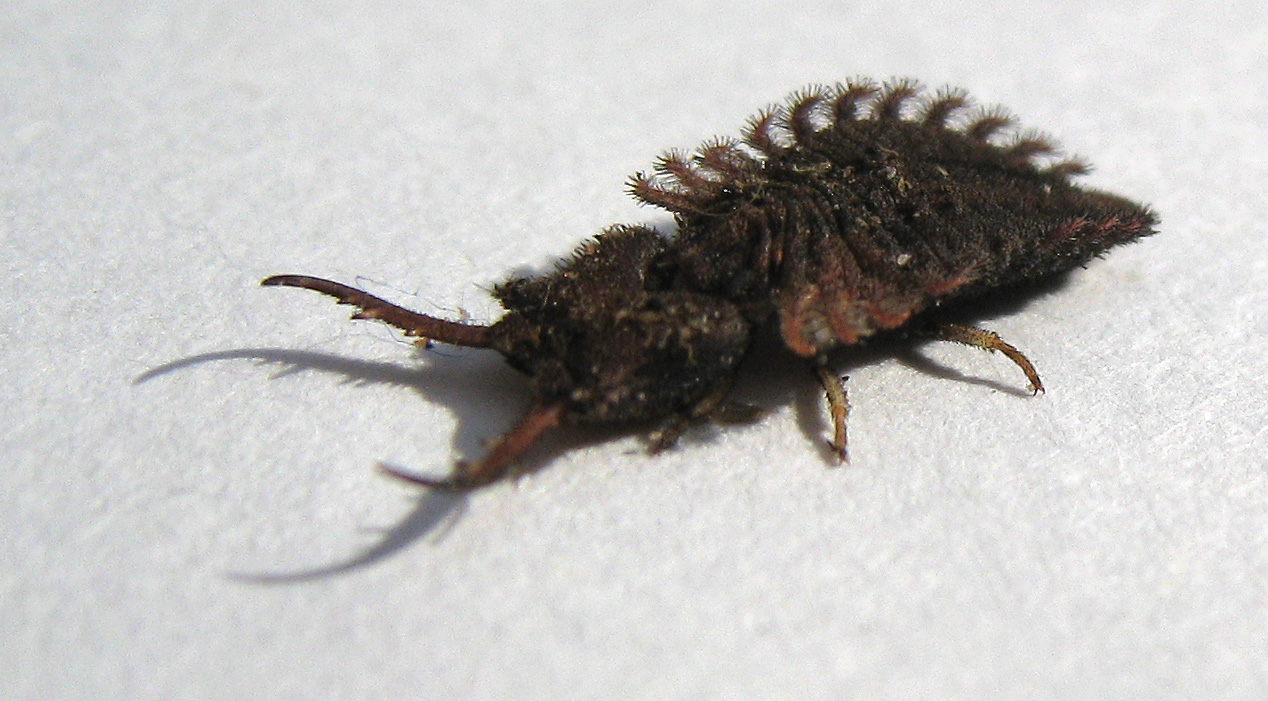
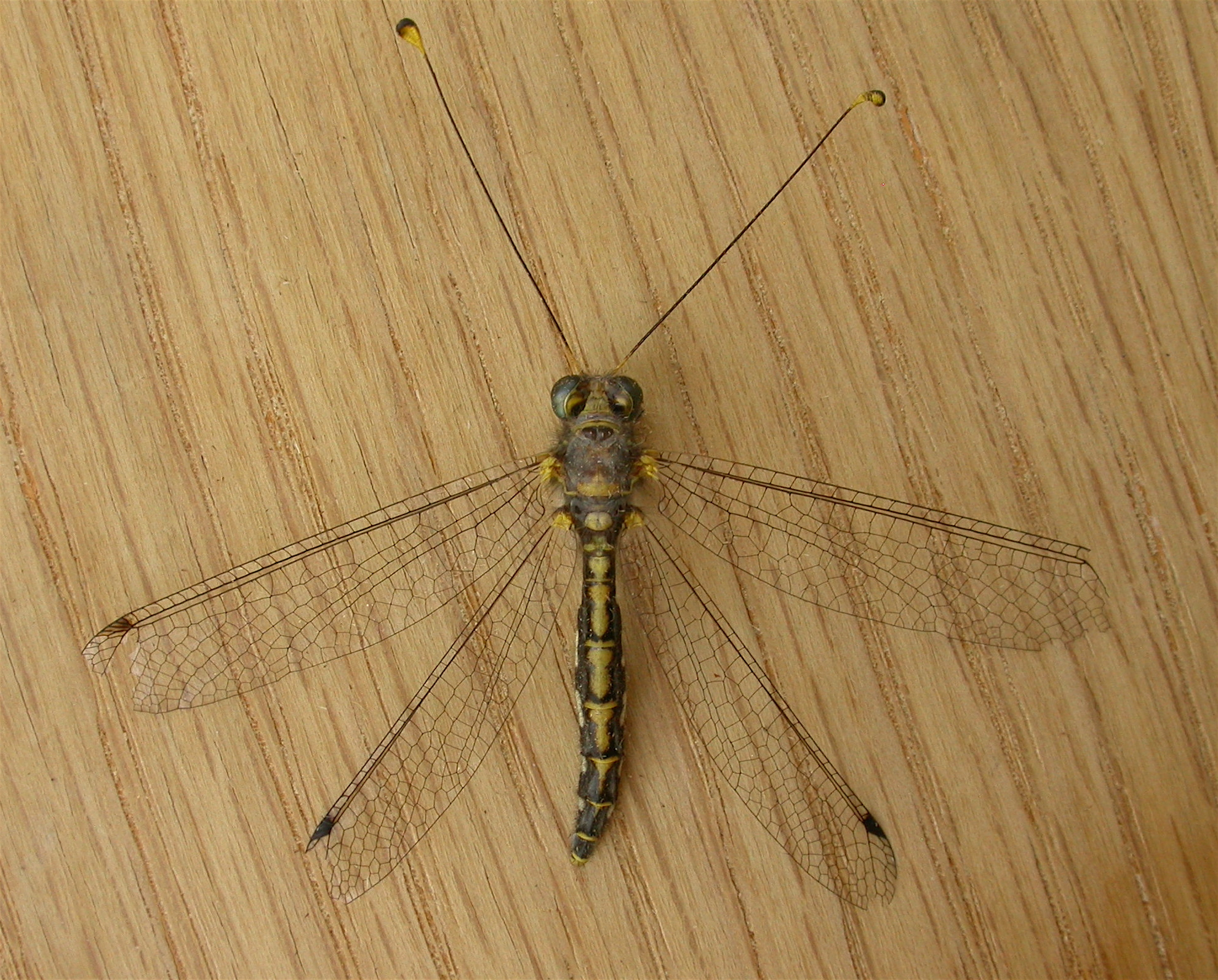

## Dottertaxa tillSuhpalacsa, i alfabetisk ordning[1]
- Suhpalacsa abdominalis
- Suhpalacsa ambiguus
- Suhpalacsa barrowensis
- Suhpalacsa caledon
- Suhpalacsa dietrichiae
- Suhpalacsa donckieri
- Suhpalacsa flavipes
- Suhpalacsa formosanus
- Suhpalacsa fuscostigma
- Suhpalacsa fuscostriatus
- Suhpalacsa hainanus
- Suhpalacsa haullevillei
- Suhpalacsa hermosus
- Suhpalacsa inconspicuus
- Suhpalacsa ledranus
- Suhpalacsa lemoulti
- Suhpalacsa longialatus
- Suhpalacsa lugubris
- Suhpalacsa lyriformis
- Suhpalacsa microstigma
- Suhpalacsa nigrescens
- Suhpalacsa obscurus
- Suhpalacsa orsedice
- Suhpalacsa pequena
- Suhpalacsa princeps
- Suhpalacsa reconditus
- Suhpalacsa reductus
- Suhpalacsa sagittarius
- Suhpalacsa sordidatus
- Suhpalacsa stigmatus
- Suhpalacsa striatus
- Suhpalacsa subcostalis
- Suhpalacsa subtrahens
- Suhpalacsa sumbawanus
- Suhpalacsa trimaculatus
- Suhpalacsa umbratus
- Suhpalacsa umbrosus